# Cantón de Glaris
El cantón de Glaris (GL, en alemán, Glarus; en francés, Glaris; en italiano, Glarona, y en romanche, Glaruna) es un cantón de Suiza. Tiene una población estimada, a fines de 2022, de 41 471 habitantes.
Su capital es Glaris.

## Geografía
El cantón de Glaris está dominado por el profundo valle del río Linth. Gran parte de su territorio es montañoso; de hecho el punto más alto del cantón se encuentra en los denominados Alpes glaroneses. Se trata del pico Tödi, con una altitud de 3610 metros sobre el nivel del mar. En el norte del cantón está el Lago de Walen (Walensee), que hace de frontera con el cantón de San Galo. La superficie total del cantón Glaris es de 685.31 km², de los cuales cerca de la mitad son considerados productivos. La silvicultura es un sector importante de la economía cantonal.

## Historia
La historia de este cantón está dominada por la religión. Los habitantes del valle del Linth fueron convertidos al cristianismo en el siglo VII por el misionero irlandés San Fridolino, quien fundó el convento de Säckingen, vecino a Basilea. A partir del siglo IX, el área alrededor de Glaris era de propiedad feudal de dicho convento. En 1288, los Habsburgo reclamaron parte de los derechos feudales del convento, lo cual provocó la rebelión de los habitantes, y en 1352 Glaris se unió a la Confederación Suiza. 
Entre 1506 y 1516 el reformador Ulrico Zuinglio fue pastor de Glaris, formándose una pequeña comunidad, pero para 1564 todos los seguidores de Zwinglio fueron eliminados. Para asegurar la paz, en 1623 cada partido tenía derecho a tener su propio landsgemeinde. Entre 1798 y 1803, durante la República Helvética impuesta por Napoleón, Glaris pasó a formar parte del extinto Cantón Linth. En 1836 la constitución fue adaptada para unir las asambleas y así poder establecer una sola landsgemeinde.

## Política
Glaris es uno de los dos cantones suizos, junto con Appenzell Rodas Interiores, en mantener la landsgemeinde, una asamblea anual de los residentes del cantón con derecho a voto y los integrantes del máximo órgano del cantón, con el fin de votar las modificaciones de ley propuestas por el Consejo de Gobierno (Regierungsrat) y las diferentes comisiones.
El consejo colegiado de gobierno, compuesto por cinco miembros, es la principal y máxima autoridad ejecutiva del cantón. Está encabezado por el landammann.
Desde la landsgemeinde del 6 de mayo de 2007, Glaris es el primer cantón en introducir el voto desde los 16 años a nivel cantonal. 

## Economía
La geografía del cantón ayudó a fundar muchas fábricas para la fabricación de tejas en el siglo XVII. También las montañas circundantes fueron una ventaja para la industrialización. La industria de filamentos de algodón fue muy importante en el siglo XVIII.
El pastoreo de montaña, sobre todo de ganado bovino, sigue siendo una actividad importante.

## Población
El cantón de Glaris es uno de los cantones menos poblados de toda Suiza después de Appenzell Rodas Interiores, Obwalden y Uri. La densidad de población es de 61 hab/km², también inferior al promedio suizo.

## Comunas
Tras una decisión de la landsgemeinde, el cantón pasó de 25 comunas a tan solo 3 (desde el 1 de enero de 2011):
- Glaris
- Glaris Norte
- Glaris Sur